# Джош Кірбі… Воїн часу!
«Джош Кірбі… Воїн часу!» (англ. Josh Kirby… Time Warrior!) — гексалогія фільмів, створена Moonbeam Entertainment Чарльза Бенда спільно з компанією Кашнер-Лок, і випущена протягом 1995—1996 років.
Головним героєм є підліток Джош Кірбі у виконанні Корбіна Олреда, що подорожує в часі в компанії вченого з майбутнього та інопланетянки, щоб завадити злому доктору Зотропу розшукати частини пристрою, здатного знищити всесвіт.

## Сюжет
Сюжет зав'язується навколо інопланетного пристрою, знайденого людьми XXV століття, названого Обнулювачем (англ. Nullifier). Цей пристрій, як кажуть, здатний знищити всесвіт. Усвідомивши небезпеку, чоловік на ім'я Ірвін 1138 розділяє Обнулювач на шість частин, які потім розкидає в часі. Але вчений на ім'я доктор Зотроп з'ясовує місцеперебування частин і, за допомогою свого броньованого костюма, здатного подорожувати в часі, починає збирати пристрій воєдино. Разом з підлітком із XX століття Джошем Кірбі та інопланетянкою-воїтелькою на ім'я Азабет Сідж, Ірвін 1138 береться завадити планам доктора Зотропа.
Джош Кірбі — 14-річний дев'ятикласник, і його подорож починається, коли його випадково втягує в сутичку між Ірвіном і Зотропом після того, як частина Обнулювача опинилася в його часі, в містечку Грін-Оукс.

## Основні персонажі
| Актор             | Роль           |
| ----------------- | -------------- |
| Корбін Олред      | Джош Кірбі     |
| Баррі Інгем       | Ірвін 1138     |
| Дженніфер Бернс   | Азабет Сідж    |
| Дерек Вебстер     | доктор Зотроп  |
| Каризма Карпентер | Бет Салліван   |
| Джонні Грін       | Дюк Данкінгтон |
| Майкл К. Махон    | Дональд Кірбі  |

## Список фільмів
| № | Назва                                                          | Режисер(и)       | Сценарист(и)                     | Світова прем'єра  | Прем'єра в Україні |
| --- | -------------------------------------------------------------- | ---------------- | -------------------------------- | ----------------- | ------------------ |
| 1 | «Лицарі-динозаври» «Chapter 1, Planet of the Dino-Knights»     | Ернест Д. Фаріно | Пол Каллісі Етан Рейфф Кір Воріс | 24 жовтня 1995    | 8 вересня 2002     |
| У XXV столітті людство знайшло пристрій Обнулювач, здатний знищити всесвіт. Вчений Ірвін 1138 розділяє Обнулювач на шість частин, які розкидає по всьому часу. Одна з них опиняється біля будинку підлітка Джоша Кірбі з кінця XX століття. Коли злий доктор Зотроп вирушає за частинами пристрою, Ірвін 1138 переміщує Джоша в капсулі часу в 1205 рік. Хлопець зустрічає там запальну дівчину Азабет Сідж і вони встряють у боротьбу між двома братами-лордами, один з яких звідкись отримав ручного динозавра. |                                                                |                  |                                  |                   |                    |
| 2 | «Улюбленці» «Chapter 2, the Human Pets»                        | Френк Арнольд    | Пол Каллісі Етан Рейфф Кір Воріс | 31 жовтня 1995    | 15 вересня 2002    |
| За допомогою приборканого динозавра Джош Кірбі та Ірвін 1138 збирають селян, щоб взяти штурмом замок, врятувати Азабет Сідж від страти та скинути лорда-тирана Генрі. Потім вони потрапляють у 70379 рік, коли людство перетворилося на расу гігантів. Там вони та група інших людей, переміщених у часі, опиняються в ролі домашніх тварин і змушені битися між собою заради розваги гігантської дитини. |                                                                |                  |                                  |                   |                    |
| 3 | «Люди-іграшки» «Chapter 3, Trapped on Toyworld»                | Френк Арнольд    | Нік Пейн                         | 21 листопада 1995 | 22 вересня 2002    |
| Поки Джош Кірбі, Ірвін 1138 і Азабет Сідж намагаються не дозволити злому доктору Зотропу отримати шість частин Обнулювача, Джош випадає з капсули часу та приземляється на невідомій планеті. Він опиняється у Світі іграшок, створених добрим майстром Джепетто. Саме туди прибуває Зотроп, щоб викрасти частину Обнулювача. Джош намагається залучити іграшок до боротьби проти Зотропа, але в їхньому світі немає зброї, а іграшки нездатні заподіяти будь-кому шкоду. |                                                                |                  |                                  |                   |                    |
| 4 | «Дуже доісторичні яйця» «Chapter 4, Eggs from 70 Million B.C.» | Марк Манос       | Патрік Дж. Кліфтон               | 19 грудня 1995    | 29 вересня 2002    |
| Мандрівники в часі знаходять яйця, які, за визначенням Ірвіна, датуються 70 мільйонами років до нашої ери. З яєць вилупляються милі істоти, які здаються нешкідливими, поки не почнуть їсти метал часової капсули. В результаті капсула падає на планету в майбутньому, де править войовничий народ Азабет, кани. Однак люди є ненависними ворогами канів, адже раніше тримали їх у рабстві. Тому Джош та Ірвін опиняються в полоні. Азабет мусить зробити вибір між своїм народом, включаючи свого нареченого, і порятунком друзів. У той же час істоти загрожують канам, з'їдаючи метал саме тоді, коли ворожий воєначальник Дредноут планує вторгнення. |                                                                |                  |                                  |                   |                    |
| 5 | «У загадковій печері» «Chapter 5, Journey to the Magic Cavern» | Ернест Д. Фаріно | Етан Рейфф Кір Воріс             | 16 квітня 1996    | 6 жовтня 2002      |
| Джош Кірбі, Ірвін 1138 і дівчина-воїн Азабет Сідж потрапили на планету, населену грибами. Азабет вкусив отруйний гриб. Герої постають перед лордом Трюфелем, володарем народу грибів, який вказує, що єдина надія Азабет — знайти особливий гриб у Печері Снів. Опинившись там, їм довелося мати справу з власником міжгалактичного цирку, полковником Борегардом Т. Деймоном, який хоче поневолити народ грибів і перетворити їх видовище у своєму цирку. |                                                                |                  |                                  |                   |                    |
| 6 | «Остання битва» «Chapter 6, Last Battle for the Universe»      | Френк Арнольд    | Етан Рейфф Кір Воріс             | 21 травня 1996    | 13 жовтня 2002     |
| Ірвін 1138 виявляться справжнім лиходієм, і забирає останній компонент Обнулювача, покидаючи Джоша Кірбі та інших на чужій планеті. Зотроп відкриває Джошу правду про те, що Ірвін 1138 знайшов інопланетний пристрій Дециматор і використав його, щоб допомогти корумпованому префекту посилити контроль над людьми. Зотроп створив Обнулювач для протидії Дециматору, проте Ірвін ув'язнив його, а потім розділив Обнулювач. Тепер Джош використовує свої здібності Воїна часу, щоб утекти в Грін-Оукс у 1980 рік — час незадовго після народження Джоша. Це можливість для Джоша знову побачити свою померлу матір. Намагаючись побудувати машину часу з доступних деталей, Зотроп випадково зменшує героїв. Коли машина часу починає працювати, вони постають перед важким вибором: зупинити Ірвіна в XXV столітті, стерши поточну історію, або лишитися в XX столітті й дозволити лиходієві перемогти. |                                                                |                  |                                  |                   |                    |

Українські назви фільмів вказано за версією телеканалу ICTV.

## Кодекс Кана
Існує 21 кодекс Кана, згідно з яким живе народ Азабет. Кан був великим воїном світу Азабет, що звільнив її народ, коли люди колонізували їхню планету та захопили їх у рабство у XXI столітті.
| №  | Зміст                                                                              | Перша поява           | Примітки |
| -- | ---------------------------------------------------------------------------------- | --------------------- | --- |
| 1  | Речі не завжди такі, якими здаються                                                | У загадковій печері   | |
| 4  | Унікальний не може бути безвідмовним                                               | Люди-іграшки          | |
| 5  | Той, хто одного разу відмовився від правди, може ніколи не знайти її знову         | Люди-іграшки          | |
| 7  | Коли сумніваєшся, повертай праворуч                                                | Дуже доісторичні яйця | |
| 9  | Хто дрімає, той програє                                                            | Люди-іграшки          | |
| 10 | Той, хто молодий роками, може бути старий розумом                                  | Дуже доісторичні яйця | |
| 11 | Зарозумілий лідер зазнає поразки від своїх власних намірів                         | Дуже доісторичні яйця | |
| 12 | Говорить про борг життя, що утворюється, коли хтось рятує чиєсь життя              | Дуже доісторичні яйця | Міг згадуватися у перших двох фільмах                                                                          |
| 13 |                                                                                    | Люди-іграшки          | Втрачений кодекс                                                                                               |
| 15 | Якщо претендуєш на титул, будь готовий захищати його у будь-яку годину дня та ночі | Люди-іграшки          | |
| 17 | Якщо збираєшся бити, бий, не балакаючи                                             | Дуже доісторичні яйця | Згадується Азабет у «Планеті динозаврів-лицарів» як «Та, хто бере чужого чоловіка, повинна наглядати за своїм» |
| 18 | Не можна довіряти занадто привабливим                                              | Улюбленці             | |
| 21 | Жодна душа не може лишатися на свободі, поки інші лишаються в рабстві              | Дуже доісторичні яйця | |
|    | Якщо не можеш знайти мир у своєму серці, то не знайдеш миру у світі                | Дуже доісторичні яйця | Напис на вивісці у храмі Кану                                                                                  |

## Релізи (VHS/DVD)
Усі шість частин було випущено на VHS компаніями «Paramount Pictures» і «Moonbeam Entertainment», а також на DVD компанією «Tango Entertainment» під ліцензією Кашнер-Лок.